# Keyongan (Nogosari)
Keyongan is een bestuurslaag in het regentschap Boyolali van de provincie Midden-Java, Indonesië. Keyongan telt 6250 inwoners (volkstelling 2010).